# 宗真一郎
宗　真一郎（そう　しんいちろう、1972年6月18日 -）は福岡県出身の日本の柔道家。現役時代は95kg級及び100kg級の選手。身長190cm。

## 人物
志摩中学から福岡大大濠高校に進むが、この当時は大きな実績を上げていない。福岡大学へ進むと力を付け始めて、2年の時にはジュニア体重別95kg級で優勝を飾った。3年の時には正力杯に出場すると、東海大学3年で187cmの大原尚喜との国内のこの階級では珍しい190cm前後の選手同士による決勝となったが、谷落で敗れて2位に終わった。アジア選手権では優勝を飾った。優勝大会では5位となった。4年の時には正力杯と優勝大会でそれぞれ5位だった。1995年には九州電力の所属となった。1996年には実業個人選手権で優勝を飾った。1997年にはグルジア国際で3位になった。1998年には体重別100kg級で3位になった。実業個人選手権では2年ぶりに優勝を飾った。講道館杯では決勝で国士舘高校3年の鈴木桂治に小外刈で敗れて、大会史上初の高校生王者を誕生せしめる引き立て役となった。1999年の実業個人選手権では2位だった。2000年の実業個人選手権では2年ぶり3度目の優勝を飾った。

## 主な戦績
95kg級での戦績
- 1992年 -　ジュニア体重別　優勝
- 1993年 -　正力杯 2位
- 1993年 -　アジア選手権　優勝
- 1993年 -　優勝大会 5位
- 1994年 -　正力杯　5位
- 1994年 -　全日本学生柔道優勝大会 5位
- 1996年 -　実業個人選手権　優勝
- 1997年 -　グルジア国際　3位

100kg級での戦績
- 1998年 -　体重別　3位
- 1998年 -　実業個人選手権　優勝
- 1998年 -　講道館杯　2位
- 1999年 -　実業個人選手権　2位
- 2000年 -　実業個人選手権　優勝

(出典、JudoInside.com)